# Lázaro Hernández
Lázaro Daniel Hernández Luis (ur. 17 grudnia 1995) – kubański zapaśnik walczący w stylu wolnym. Srebrny medalista mistrzostw panamerykańskich w 2022 i brązowy w 2019. Czwarty w Pucharze Świata w 2018 i piąty w 2019. Mistrz panamerykański juniorów w 2015 roku.